# Comostola leucomerata
Comostola leucomerata är en fjärilsart som beskrevs av Walker 1866. Comostola leucomerata ingår i släktet Comostola och familjen mätare. Inga underarter finns listade i Catalogue of Life.

## Bildgalleri

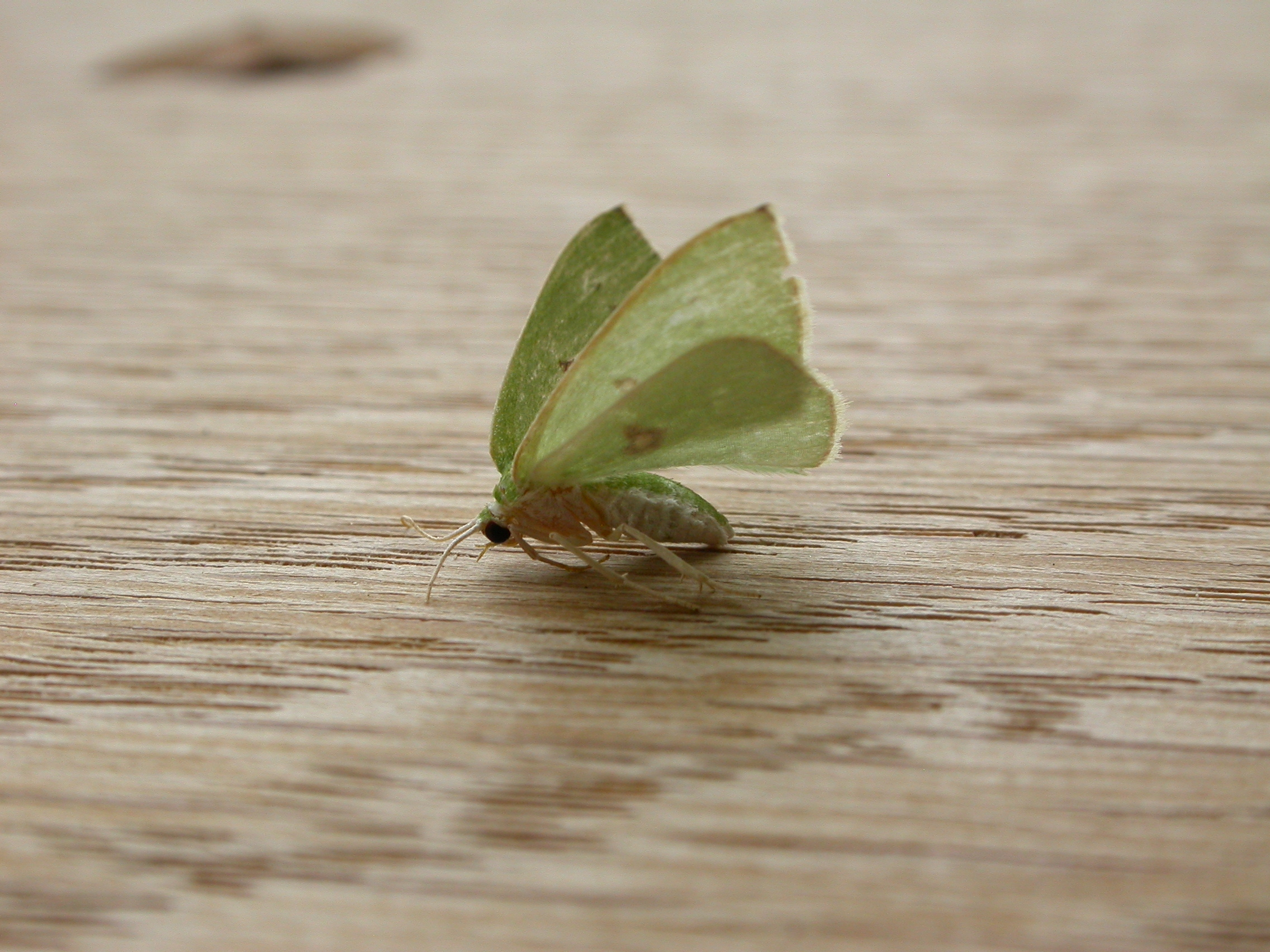